# Список умерших в 1112 году
В этой статье представлен список известных людей, умерших в 1112 году.
См. также: Категория:Умершие в 1112 году

## Март
- 15 марта — Литольд — князь Зноемский (1092—1097) (1101—1112)

## Апрель
- 21 апреля — Бертран Тулузский — граф Тулузы, маркиз Прованса, герцог Нарбонны (1105—1112), граф Триполи (1108—1112)
- 25 апреля — Годри — лорд-канцлер Англии (1002—1007), епископ Лана (1107—1112). Убит горожанами во время восстания.

## Май
- 5 мая — Самсон[англ.] — первый после нормандского завоевания Англии епископ Вустера (1096—1112)
- 13 мая — Ульрик II — маркграф Крайны (1098—1107), маркграф Истрии (1098—1112)
- 25 мая — Давыд Игоревич — князь тмутараканский (1081—1083), князь Владимиро-Волынский (1085—1086, 1086—1099, 1099—1100), первый дорогобужский князь (1084—1086, 1100—1112)

## Октябрь
- 5 октября — Сигеберт из Жамблу — средневековый монах из бенедиктинского аббатства в г. Жамблу. Автор всемирной хроники, охватывающей период с 381 по 1111 гг.
- 12 октября — Васил Гох — армянский князь Кесуанского княжества (Ефратеса) (1080/1082 — 1112)

## Ноябрь
- 1 ноября — Генрих Бургундский — первый граф Португалии (второе Португальское графство) (1093—1112), основатель Бургундской династии, участник первого крестового похода
- 3 ноября — Анна Всеволодовна (Янка) — княжна, дочь великого киевского князя киевского Всеволода Ярославича, первая игуменья Янчина (Андреевского) монастыря, создавшая при монастыре первую в Европе школу для девочек. Причислена к лику преподобных. Год смерти, возможно, 1213.

## Декабрь
- 15 декабря — Готшалк (епископ Миндена)[нем.] — епископ Миндена (1079—1112)
- Танкред Тарентский — активный участник первого крестового похода, первый князь Галилеи и Тивериады (1099—1101, 1109—1112), регент Антиохии (1100—1103, 1104—1112)

## Дата неизвестна или требует уточнения
- Обри де Вер I — нормандский рыцарь, участник нормандского завоевания Англии и основатель дома де Веров, графов Оксфорда.
- Вукан — великий князь сербского государства Рашка (1091—1112), основатель династии.
- Георгий II — царь Грузии (1072—1089)
- Гиббелен Арльский[англ.] — архиепископ Арля (1080—1112), католический патриарх Иерусалима (1107—1112)
- Збигнев — князь Польши (1102—1107)
- Роберт — Кардинал-священник церкви Святого Евсевия (1088—1012)
- Су Чжэ — китайский поэт
- Эгильмар I — первый граф Ольденбюурга (1088—1112); предок по прямой мужской линии российских императоров (Петра III и последующих), королей Дании, Швеции и Норвегии